# Kiril Wachsmann
Kiril Alexis Wachsmann Mallner (Malaga, 11 novembre 1984) è un cestista tedesco naturalizzato uruguaiano.

## Carriera
Con l'Uruguay ha disputato tre edizioni dei Campionati americani (2013, 2015, 2017).